# Iphiaulax quaesitorius
Iphiaulax quaesitorius är en stekelart som beskrevs av Cameron 1904. Iphiaulax quaesitorius ingår i släktet Iphiaulax och familjen bracksteklar. Inga underarter finns listade i Catalogue of Life.